# 231 av. J.-C.
Cette page concerne l'année 231 av. J.-C. du calendrier julien proleptique.

## Événements
- 17 juin (21 avril du calendrier romain) : début à Rome du consulat de Caius Papirius Maso et Marcus Pomponius Matho ; dictature de Caius Duilius pour tenir les comices consulaires[1].
  - Expédition en Corse menée par Caius Papirius Maso. Pomponius soumet la Sardaigne et y reste[1].

- Automne : Agron, roi des Illyriens, s’allie avec Démétrios II de Macédoine contre l’Étolie et fait lever le siège de Médion (ou Médéon). Après la mort d'Agron sa fille Teuta exerce la régence du futur roi Finnes (fin en 228 av. J.-C.). L'armée illyrienne, payée par Démétrios, repousse les Étoliens d'Acarnanie et ravage l'Élide et la Messénie. Plus tard (été 230), les pirates illyriens s’emparent de Phoinikè, la ville la plus importante de l’Épire, qui réduit aux trois tribus originelles (Molosses, Thesprotes et Chaoniens), fait alliance avec eux[2].

- En Espagne barcide, Hamilcar établit son quartier général à Akra Leuké (Alicante)[3]. Le Sénat romain envoie une ambassade pour lui demander les objectifs de son expédition. Il répond qu'il s'emploie à mettre Carthage en état de s'acquitter de ses dettes de guerre[4].

## Décès
- Agron, roi d'Illyrie (Albanie moderne).